# David Schweiner
David Schweiner (* 1. Juni 1994 in Prag) ist ein tschechischer Beachvolleyballspieler. 2023 wurde er Weltmeister.

## Karriere
Schweiner spielt seit 2015 Beachvolleyball an der Seite von Ondřej Perušič. 2016 gewannen die Tschechen das CEV-Satellite-Turnier in Pelhřimov. Schweiner/Perušič starten seit 2016 auch auf der FIVB World Tour und hatten 2018 einige Top-Ten-Ergebnisse. Bei der Europameisterschaft in den Niederlanden erreichten sie das Achtelfinale, in dem sie gegen die Russen Semjonow/Leschukow ausschieden. Beim 4-Sterne Turnier 2019 im heimischen Prag kamen Perušič/Schweiner ins Endspiel. Sie nahmen an der Weltmeisterschaft in Hamburg teil (Platz 17) und hatten mehrere fünfte Plätze bei wichtigen Turnieren (5-Sterne Gstaad, EM Moskau, WT Final Rom).
Beim 4-Sterne Turnier 2021 in Doha gewannen die Tschechen im Endspiel gegen die Brasilianer Evandro/Guto zum ersten Mal ein Turnier der FIVB World Tour. Auch im weiteren Saisonverlauf hatten Perušič/Schweiner zahlreiche Podiumsplatzierungen. Bei den Olympischen Spielen in Tokio schieden die Tschechen nach einer Quarantäne von Perušič im ersten Spiel wegen eines positiven Corona-Test bereits nach der Vorrunde aus. Bei der EM in Wien wurden sie Fünfte und beim WorldTour Finale in Cagliari Zweite.
Bei der neugeschaffenen World Beach Pro Tour 2022 hatten Perušič/Schweiner ausnahmslos Top-Ten-Platzierungen, darunter zweite Plätze in Itapema, in Ostrava und in Gstaad. Trotz eines Gruppensieges in der Vorrunde der WM in Rom schieden die Tschechen bereits in der ersten KO-Runde aus. In München wurden sie Vizeeuropameister, und beim WorldProTour-Finale in Doha landeten die Tschechen auf Platz sieben.
Im Jahr 2023 gewannen Perušič/Schweiner die Elite16-Turniere in Uberlandia und Paris sowie die Weltmeisterschaft im mexikanischen Tlaxcala. Einen Monat zuvor hatten sie sich ihren dritten Landesmeistertitel gesichert. Beim WorldProTour-Finale in Doha landeten die Tschechen auf Platz fünf. Die World Pro Tour 2024 starteten sie bei Elite16-Turnieren mit Platz fünf in Doha und Platz neun in Tepic sowie in Espinho. Das Challenge in Stare Jabłonki konnten sie durch den Sieg im Endspiel gegen die Kubaner Alayo / Diaz für sich entscheiden. Bei den Olympischen Spielen in Paris wurden sie Gruppenzweite, verloren jedoch in der ersten Hauptrunde gegen Boermans / de Groot und belegten so den geteilten neunten Rang. Danach gewannen sie das Futures in der zweitgrößten Stadt ihres Heimatlandes. Beim WorldProTour-Finale in Doha landeten die Tschechen auf Platz sieben.
Bei den ersten Turnieren in Mexiko auf der World Pro Tour 2025 gewannen Perušič/Schweiner das Challenge in Yucatán und erreichten beim Elite16 in Quintana Roo den fünften Platz.